# Ikeakatalogen
Ikeakatalogen var Ikea-koncernens katalog med bilder och priser på möbler och annat som de säljer. Katalogen utgavs åren 1951–2020. Katalogen var världens största kommersiella trycksak och trycktes år 2016 i 200 miljoner exemplar, i 69 olika versioner, på 32 språk och till fler än 50 marknader. År 2000 kom katalogen för första gången i både en tryckt och en digital version. Ikeakatalogen kom vanligen ut i augusti eller september varje år och var nästan identisk i alla länder, utom i Saudiarabien där kvinnor inte syntes på bilderna. Gamla kataloger från 1950-talet till 1970-talet har ett högt samlarvärde.
År 2020 beslutade Ikea att sluta producera katalogen på grund av att förändrade vanor och sätt att konsumera medier gjort att Ikeakatalogen spelat ut sin roll.